# Oxystophyllum changjiangense
Oxystophyllum changjiangense är en orkidéart som först beskrevs av S.J.Cheng och Chen Zhen Zi Tang, och fick sitt nu gällande namn av Mark Alwin Clements. Oxystophyllum changjiangense ingår i släktet Oxystophyllum och familjen orkidéer. IUCN kategoriserar arten globalt som starkt hotad.
Artens utbredningsområde är Hainan (Kina). Inga underarter finns listade i Catalogue of Life.